# Lago Acarituba
O lago Acarituba é um lago do município de Manacapuru, no estado do Amazonas, no Brasil. 

## Topônimo
"Acarituba" é um termo de origem tupi que significa "ajuntamento de acaris", através da junção de gûakary (acari) e tyba (ajuntamento).